# قرار مجلس الأمن التابع للأمم المتحدة رقم 1338
قرار مجلس الأمن التابع للأمم المتحدة 1338 ، الذي اتخذ بالإجماع في 31 يناير 2001 ، بعد أن أشار إلى القرارات السابقة بشأن تيمور الشرقية (تيمور-ليشتي) ، ولا سيما القراران 1272 (1999) و 1319 (2000) ، مدد المجلس ولاية الإدارة الانتقالية للأمم المتحدة في تيمور الشرقية لمدة سنة حتى 31 يناير 2002.

## وصلات خارجية
- Text of the Resolution at undocs.org